# Tylko nie teraz
Tylko nie teraz (ros. Tolko nie siejczas) – polsko-rosyjski melodramat z 2008. Oficjalna premiera kinowa filmu odbyła się w 26 kwietnia 2011 w kinie Chudożestwiennyj w Moskwie.

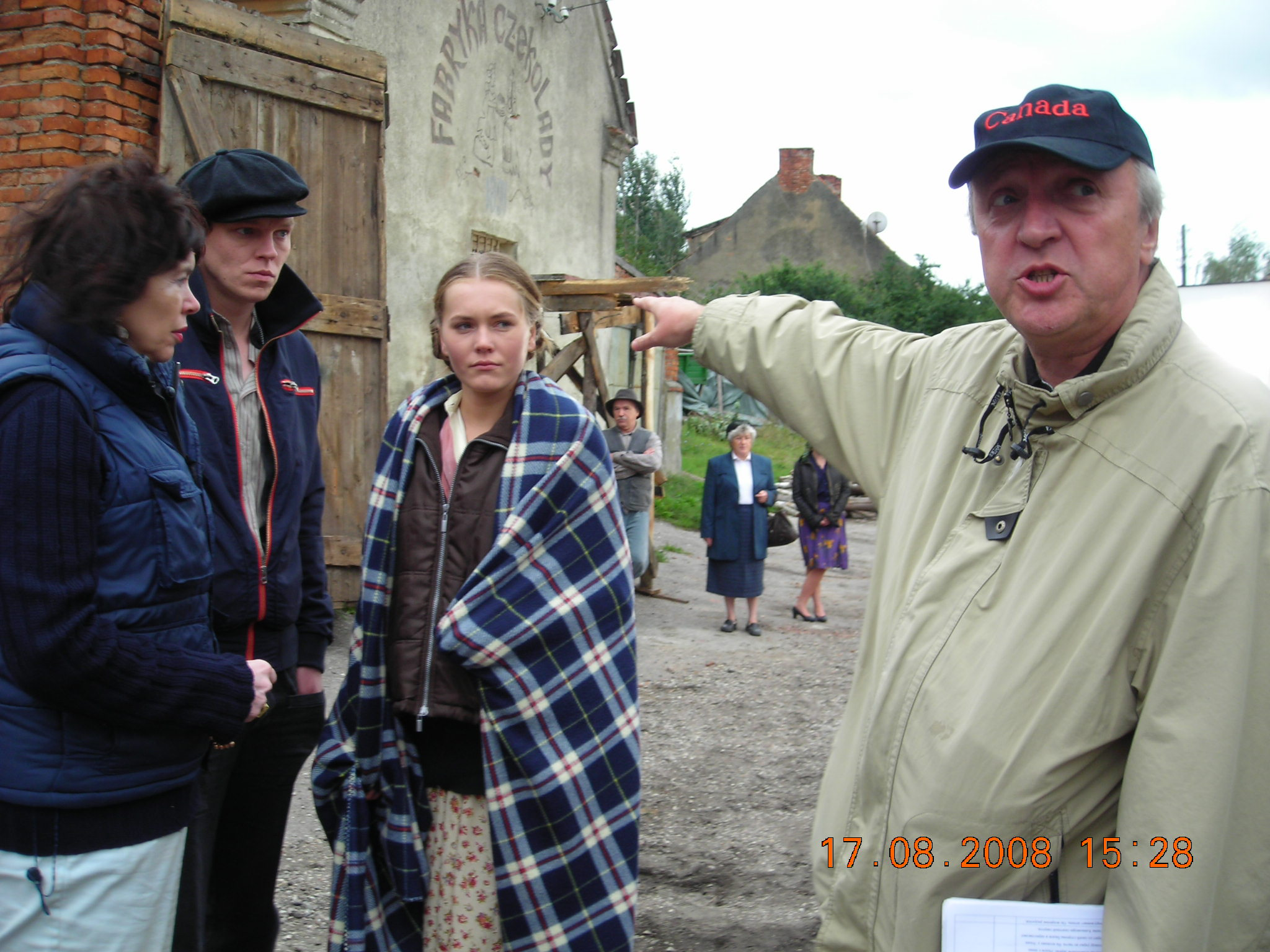
Plan filmu

Plenery: Bartoszyce, okolice Królewca, Moskwa.

## Opis fabuły
Historia miłości polskiej dziewczyny i radzieckiego żołnierza stacjonującego w pobliskich koszarach. Akcja filmu rozgrywa się w 1953 roku, w małym miasteczku w Polsce.

## Obsada
- Magdalena Lamparska jako Elka
- Aleksandr Domogarow Jr jako Aleksander
- Daniel Olbrychski jako Pan Wojtek, wujek Elki
- Jacek Beler jako Krzysztof
- Igor Charlamov jako Iwan Goleniszczew
- Antoni Dmochowski jako Chłopiec
- Vyacheslav Shalevich jako Stary Aleksander
- Mikhail Vaskov
- Roman Ladnev jako Iwan